# 源利華

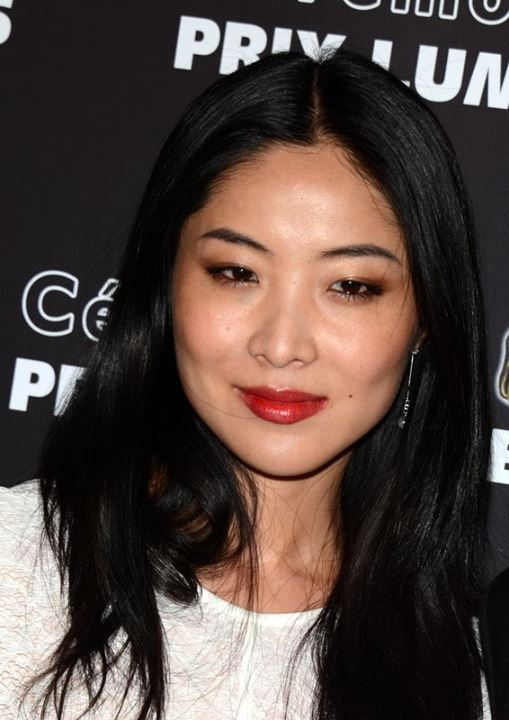

源 利華（みなもと りか、1981年1月6日 -)は、フランス在住の女優、モデル。

## 経歴
日本で大学在学中にモデルを始める。大学卒業後、数ヶ月の間大手商社OLとして働くが、映画の仕事をしたいと退職。
バレエレッスンを目的としたヴァカンスで訪れたパリでフランスのモデル事務所にスカウトされパリのモデル事務所と契約し、モデルをパリで再開する。
クラランス、ディオール、ラ・ロッシュ・ポゼ、ロレアル、ガルニエ、ウエラ、アニエス・ベーなどの美容ブランドの広告で活躍し、ヨーロッパの広告業界では名の知れた存在となる。ペット・ショップ・ボーイズ、アラン・シャンフォール、ダヴィッド・アリデイなどフランスを代表する歌手のミュージック・ビデオにも数多く出演した。
2006年春に、パリで江戸川乱歩作『陰獣』、フランスのカンヌ主演賞受賞スター、ブノア・マジメルの相手、玉緒役のオーディションを受ける。アメリカアカデミー賞にノミネートされたバーベット・シュローダー監督に一目惚れされ、日本現地の有名人を使うことに拘った日本のプロデューサーの反対を押し切り、オーディションから18か月後に数回のコールバックを経て役を勝ち取った。2008年のヴェネチア映画祭では、ニューヨーク・タイムズ、イタリアの新聞レピュブリカなどから彼女の演技は称賛を受けた。
2010年から、陰獣の演技を見たケンゾーのAD、パトリック・ゲッジュからラブコールを受けケンゾーフラワー香水のワールドワイドキャンペーンのモデルを務めた。このケンゾー の広告に出た初めての純日本人であり、この広告によりフラワー香水のフランスにおける売り上げは３位まで上がった。
『007』に出演したマレーシア女優ミッシェル・ヨーがプロデュースした英語の韓国映画『FINAL RECIPE』、世界三大映画祭レギュラーの中国人監督ロー・イエのフランス語の作品に出演するなど幅広い活躍を続けている。